# Arrow (7.ª temporada)
A sétima temporada da série de televisão estadunidense Arrow estreou na The CW em 15 de outubro de 2018 e concluída em 13 de maio de 2019, com um total de 22 episódios. A série é baseada no personagem Arqueiro Verde da DC Comics, um combatente do crime fantasiado criado por Mort Weisinger e George Papp, e se passa no Universo Arrow, compartilhando continuidade com outras séries de televisão do Universo Arrow. O showrunner desta temporada foi Beth Schwartz. Stephen Amell estrela como Oliver Queen, com os principais membros do elenco David Ramsey como John Diggle, Willa Holland como Thea Queen, Emily Bett Rickards como Felicity Smoak, Echo Kellum como Curtis Holt Rick Gonzalez como Rene Ramirez / Cão Selvagem, Juliana Harkavy como Dinah Drake e Katie Cassidy Rodgers como Laurel Lance também voltando de temporadas anteriores. Colton Haynes, membro do elenco principal nas temporadas dois e três e ator convidado especial nas temporadas quatro e seis, foi reintegrado como parte do elenco principal na sétima temporada como Roy Harper. Eles se juntam a Kirk Acevedo como Ricardo Diaz, que foi promovido ao elenco principal da série após seu status recorrente na temporada anterior, e o novo membro do elenco Sea Shimooka.
A série segue o playboy bilionário Oliver Queen (Stephen Amell), que afirmou ter passado cinco anos naufragado em Lian Yu, uma ilha misteriosa no Mar do Norte da China, antes de voltar para Starling City (mais tarde renomeada como "Star City") para combater o crime e a corrupção como um vigilante secreto cuja arma de escolha é um arco e flecha. Na sétima temporada, cinco meses após a prisão de Oliver, Diaz recrutou os Caçadores de Arco Longo, consistindo de Kodiak (Michael Jonsson), Silenciadora (Miranda Edwards) e Dardo Vermelho (Holly Elissa Dignard) para uma nova agenda criminal, incluindo a busca de vingança contra Os entes queridos e aliados de Oliver. Depois que Oliver é libertado da prisão, derrubando Diaz no processo, ele e os ex-membros da Equipe Arrow são substituídos e começam a trabalhar ao lado da polícia. Outro arqueiro encapuzado, revelado mais tarde ser a meia-irmã de Oliver, Emiko Queen (Sea Shimooka), emerge como o novo Arqueiro Verde, aparentemente para lutar contra o crime em nome de Oliver. No entanto, é revelado que Emiko é a líder do Nono Círculo, um grupo terrorista que começa a lançar vários ataques contra Star City e está tentando destruir o legado de Oliver como o Arqueiro Verde. Emiko mata Diaz. A temporada apresenta um flash-forward de vinte anos no futuro para o filho agora adulto de Oliver, William (Ben Lewis), que procura Roy Harper em Lian Yu, onde eles descobrem instruções deixadas por Felicity levando-os de volta a Star City. Lá eles descobrem mais segredos, incluindo a filha oculta de Oliver e Felicity, Mia (Katherine McNamara), enquanto trabalham para salvar a cidade de outro ataque.
A série foi renovada para sua sétima temporada em 2 de abril de 2018, e as filmagens começaram em Vancouver, Columbia Britânica, Canadá, em 6 de julho de 2018, e terminou em 11 de abril de 2019. A temporada contou com a estreia na direção do membro do elenco David Ramsey. Esta temporada inclui o quinto crossover anual do Universo Arrow com a série de TV The Flash e Supergirl. A temporada foi lançada em DVD e Blu-ray em 20 de agosto de 2019. A série foi renovada para uma oitava e última temporada em 31 de janeiro de 2019.

## Elenco e personagens
| - Stephen Amell como Oliver Queen / Arqueiro Verde / Flash - David Ramsey como John Diggle / Espartano - Emily Bett Rickards como Felicity Smoak / Observadora - Echo Kellum como Curtis Holt - Rick Gonzalez como Rene Ramirez / Cão Selvagem - Juliana Harkavy como Dinah Drake / Canário Negro - Colton Haynes como Roy Harper / Arsenal - Kirk Acevedo como Ricardo Diaz - Sea Shimooka como Emiko Queen - Katie Cassidy Rodgers como Laurel Lance / Sereia Negra / Canário Negro | - Michael Jai White como Ben Turner / Tigre de Bronze - Vinnie Jones como Danny Brickwell - Cody Runnels como Derek Sampson - Jack Moore como William Clayton - Ben Lewis como William Clayton adulto - Brendan Fletcher como Stanley Dover / Assassino de Star City - Eliza Faria como Zoe Ramirez - Andrea Sixtos como Zoe Ramirez adulta - Holly Elissa como Dardo Vermelho - Miranda Edwards como Honor / Silenciadora - Michael Jonsson como Bear / Kodiak - Audrey Marie Anderson como Lyla Michaels - Laara Sadiq como Emily Pollard - Katherine McNamara como Mia Smoak / Estrela Negra - Raj Paul como Keven Dale - Joseph David-Jones como Connor Hawke adulto - Adrian Paul como Dante - Kacey Rohl como Alena Whitlock |

### Convidados
- Sydelle Noel como Samanda Watson[15]
- Jason E. Kelley como Dr. Jarrett Parker[16]
- Lexa Doig como Talia al Ghul[17]
- David Nykl como Anatoly Knyazev[18]
- Aleks Paunovic como Felton[19]
- Marcus Rosner como Max Fuller[20]
- John Wesley Shipp como Barry Allen / Flash do Terra-90[21]
- LaMonica Garrett como Mar Novu / O Monitor[21]
- Grant Gustin como Barry Allen / Arqueiro Verde[22]
- Danielle Panabaker como Danielle Panabaker como Caitlin Snow / Nevasca[22]
- Carlos Valdes como Cisco Ramon / Vibro[22]
- Tyler Hoechlin como John Deegan / Superman[23]
- Melissa Benoist como Kara Danvers / Supergirl[22]
- Jeremy Davies como John Deegan[22]
- Ruby Rose como Kate Kane / Batwoman[22]
- Bob Frazer como Roger Hayden / Pirata Psíquico[24]
- Cassandra Jean Amell como Nora Fries[22]
- Liam Hall como Joe Wilson / Kane Wolfman[25][26]
- John Barrowman como Malcolm Merlyn / Arqueiro Negro[25]
- Tom Cavanagh como Eobard Thawne / Flash Reverso[25]
- Edward Foy como William Glenmorgan[27]
- Kelly Hu como Chien Na Wei / China White[26]
- Amy Gumenick como Carrie Cutter[26]
- Luke Camilleri como Sam Hackett[28]
- Nelson Wong como Rich Kannon[29]
- Paul Blackthorne como Quentin Lance[30]
- Willa Holland como Thea Queen[30]
- Caity Lotz como Sara Lance / Canário Branco[30]
- Joe Dinicol como Rory Regan[30]
- Bex Taylor-Klaus como Pecado[30]
- Venus Terzo como Elisa Schwartz[31]
- Kelsey Grammer como Narrador (não-creditado)[32]
- Patrick Sabongui como David Singh[33]
- Christopher Gerard como Virgil[34]
- Andrew Kavadas como James Midas[35]
- Danny Wattley como Sergeant Bingsley[36]
- Katrina Law como Nyssa al Ghul[37]
- Jamey Sheridan como Robert Queen[38]
- Miya Cech como Emiko Queen jovem[39]
- Jeanie Cloutier como Kazumi Adachi[40]
- Carmel Amit como Aviva Metula / Ladra das Sombras[41]
- Ernie Hudson como General Roy Stewart[42]
- Colin Donnell como Tommy Merlyn[43]
- Samantha Jo como Beatrice[44]

## Episódios
| N.º na série | N.º na temp. | Título                                                      | Dirigido por       | Escrito por                                                                     | Exibição original       | Audiência (milhões) |
| --- | ------------ | ----------------------------------------------------------- | ------------------ | ------------------------------------------------------------------------------- | ----------------------- | ------------------- |
| 139 | 1            | "Inmate 4587" "(Detento 4587)" (BR)                         | James Bamford      | Beth Schwartz & Oscar Balderrama                                                | 15 de outubro de 2018   | 1.43                |
| Cinco meses depois de ser exposto como Arqueiro Verde e em sua sentença, Oliver tenta manter um perfil discreto na prisão, na esperança de obter uma redução em seu mandato, um esforço que é complicado quando Brick tenta coagir Oliver a ajudá-lo e acaba sendo perseguido por associados de Diaz. Enquanto isso, Felicity e William tentam lidar com a proteção de testemunhas enquanto Diggle e a A.R.G.U.S. continuam caçando Diaz. De volta a Star City, um novo arqueiro vigilante aparece em cena, desmantelando as operações do traficante de armas Jason Stent e mirando outros criminosos em sua lista. O arqueiro também rouba dinheiro de seus alvos para ajudar os pobres da cidade. René, apesar de não saber quem é o arqueiro, decide confiar nele depois de ser ajudado pelo vigilante. O resto do Time não confia no arqueiro, e Dinah está determinada a prendê-lo. Por causa das táticas, habilidades e aparência do arqueiro, em paralelo ao personagem de Oliver, a mídia o chama de novo Arqueiro Verde. Depois de ser descoberta por Diaz, Felicity deixa a proteção das testemunhas para ajudar a capturá-lo. Em um flashforward, definido vinte anos no futuro, William procura a ajuda de Roy Harper em Lian Yu. |              |                                                             |                    |                                                                                 |                         |                     |
| 140 | 2            | "The Longbow Hunters" "(Os Caçadores do Arco Longo)" (BR)   | Laura Belsey       | Jill Blankenship & Rebecca Bellotto                                             | 22 de outubro de 2018   | 1.18                |
| Os Caçadores do Arco Longo chegam em Star City e a equipe trabalha em conjunto com a A.R.G.U.S. para tentar impedi-los de roubar uma arma com capacidades destrutivas incríveis. Felicity e Diggle enfrentam suas prioridades ao lidar com Diaz, levando Felicity a fazer um acordo com a agente Watson. Enquanto isso, Laurel e Dinah são forçadas a deixar sua disputa de lado e trabalhar juntas, enquanto Oliver tenta se livrar de um guarda em troca de informações sobre Diaz de Brick. No flashforward, William e Roy encontram uma pista escondida no arco de Oliver que os leva de volta a Star City. |              |                                                             |                    |                                                                                 |                         |                     |
| 141 | 3            | "Crossing Lines" "(Passando dos Limites)" (BR)              | Gordon Verheul     | História por : Elizabeth Kim Roteiro por : Onalee Hunter Hughes & Sarah Tarkoff | 29 de outubro de 2018   | 1.15                |
| Oliver exige que Brick honre o acordo e Brick diz que um detento conhecido como "O Demônio" é um homem de Diaz. Brick alega que devem organizar um encontro com o Demônio, mas Oliver é emboscado. Depois de derrotar os homens contratados de Brick, Brick revela que o Demonio está encarcerado no Nível Dois, levando Oliver a atacar um guarda para ser transferido para lá. Enquanto isso, Felicity planeja uma armadilha para Diaz e os Caçadores do Arco Longo no CDC junto com Rene e Dinah. O plano falha e o agente Watson é transferida, mas é revelado que René e Felicity capturaram Silencer, um dos Caçadores. Em outro lugar, Diggle descobre que Lyla tem mantido um segredo quando eles e Curtis vão em uma missão em Zurique. |              |                                                             |                    |                                                                                 |                         |                     |
| 142 | 4            | "Level Two" "(Nível Dois)" (BR)                             | Ben Bray           | Emilio Ortega Aldrich & Tonya Kong                                              | 5 de novembro de 2018   | 1.08                |
| Na prisão, Oliver é torturado psicologicamente e com o uso de drogas e outros dispositivos elétricos, com a intenção de "reprogramar" seu cérebro. Em Star City, Dinah prende Rene quando ela descobre que ele está dando apoio ao novo Arqueiro Verde, mas quando o vigilante salva a vida de Zoe, ela começa a confiar nele. Trabalhando juntos, Dinah, René e o vigilante são capazes de capturar os incendiários. Em outro lugar, Felicity pede a ajuda de Laurel para torturar o Silencer para obter informações sobre Diaz, mas sem sucesso. Felicity permite que ela escape na esperança de levá-los a Diaz, tendo colocado um inseto em seu cinturão. No flashforward, William e Roy estão em Star City, as coordenadas mudam levando-os ao que resta da Smoak Industries. William resolve um quebra-cabeça e obtém um Cubo de Rubik; ele e Roy são atacados pela polícia, mas resgatados por Dinah que os leva para a segurança, onde eles encontram uma Zoe adulta. Depois que William resolve o segundo quebra-cabeça, Dinah afirma que Felicity está morta. |              |                                                             |                    |                                                                                 |                         |                     |
| 143 | 5            | "The Demon" "(O Demônio)" (BR)                              | Mark Bunting       | Benjamin Raab & Deric A. Hughes                                                 | 12 de novembro de 2018  | 1.26                |
| Depois de aparentemente ter sido quebrado, Oliver é apresentado ao Nível Dois, uma instalação secreta abaixo de Slabside, onde os detentos são mantidos em condições desumanas e mais experientes. Ele descobre que Talia al Ghul é o demônio. Ele relutantemente se une a Talia para planejar uma fuga, no entanto, ele decide não escapar para evitar ter que passar o resto de sua vida como fugitivo. Depois de coletar evidências do que aconteceu no Nível Dois, ele pede a Talia para entregá-los a Felicity, o que ela faz, fazendo com que a instalação seja fechada e Oliver seja transferido de volta para o Nível Um. Em outro lugar, Curtis volta ao campo com Diggle e ajuda a capturar um terrorista internacional. Laurel planeja usar a evidência que Oliver coletou para pedir sua libertação. |              |                                                             |                    |                                                                                 |                         |                     |
| 144 | 6            | "Due Process" "(Devido Processo)" (BR)                      | Kristin Windell    | Sarah Tarkoff & Tonya Kong                                                      | 19 de novembro de 2018  | 1.03                |
| Diaz massacra o Bratva e tortura Anatoly para entrar em contato com um de seus associados da KGB. O Time Arqueiro resgata Anatoly e descobre que Diaz planeja atacar Star City com explosivos aéreos obtidos do associado. O Timw frustra o plano e captura Diaz com a ajuda do novo Arqueiro Verde. Enquanto isso, em Slabside, Stanley é acusado de assassinar um guarda, mas proclama sua inocência. Oliver encontra a faca usada no ataque com as impressões digitais do associado do Brick, Ben Turner. Libertado do confinamento solitário, Stanley agradece Oliver, mas inadvertidamente revela sabendo que a faca pertencia a Turner, informação que ele não poderia ter entrado no buraco. Na SCPD, Laurel organiza um acordo que fará Oliver sair da prisão em troca de ajudar o FBI com seu caso contra Diaz. No flashforward, William e Roy aprendem que antes de sua aparente morte, Felicity se tornou uma criminosa, assumindo o manto de seu pai como a Calculadora. Os dois, junto com Dinah e Zoe, encontram os planos de Felicity para a destruição de Star City. |              |                                                             |                    |                                                                                 |                         |                     |
| 145 | 7            | "The Slabside Redemption" "(A Redenção de Slabside)" (BR)   | James Bamford      | Jill Blankenship & Rebecca Bellotto                                             | 26 de novembro de 2018  | 1.31                |
| Oliver é dito que ele está pronto para ser libertado da prisão. Oliver confronta Stanley sobre ele emoldurando Turner para o assassinato do guarda e depois visita Turner, prometendo ajudá-lo quando ele estiver fora da prisão. Diaz chega a Slabside no transporte de prisioneiros, mas suborna um guarda para libertá-lo e depois visita Oliver, ameaçando matá-lo e a sua família. Depois que os guardas se recusam a levar seus avisos sobre Diaz a sério, Oliver sai de sua cela e escapa do primeiro nível para entrar em contato com a Equipe Arqueiro. Diaz corta as comunicações da prisão, impedindo Oliver de buscar ajuda externa, e libera todos os prisioneiros, iniciando um motim. Turner chama Brick e Derek Sampson e ajuda Oliver a chegar ao confronto final com Diaz. Sampson é morto em um incêndio. Durante sua luta, Oliver apunhala Diaz em sua cela e o tranca nele. Em outro lugar, Stanley mata Brick e escapa. Oliver é finalmente libertado da prisão e se reúne com Felicity e John. |              |                                                             |                    |                                                                                 |                         |                     |
| 146 | 8            | "Unmasked" "(Desmascarado)" (BR)                            | Alexandra La Roche | Oscar Balderrama & Beth Schwartz                                                | 3 de dezembro de 2018   | 1.35                |
| Agora livre da prisão, Oliver tenta se reajustar à vida exterior. Quando um assassinato ocorre em uma festa em homenagem a Oliver, o novo Arqueiro Verde é suspeito e Oliver, Dinah e René partem para provar a inocência do vigilante. Enquanto isso, Oliver e Felicity lutam para se ajustar às mudanças que o encarceramento de Oliver infligiu em suas vidas e relacionamentos. Em última análise, Dinah autoriza Oliver a trabalhar com o SCPD como um deputado especial, a fim de evitar a lei anti-vigilante e o novo Arqueiro Verde revela-se ser a meia-irmã de Oliver, de um relacionamento anterior de Robert Queen. Diggle e Lyla descobrem que os Caçadores estão tramando algo e, sem o conhecimento da Equipe Arqueiro, fazem uma visita a prisão de Diaz para pedir sua ajuda. No flashforward, Dinah, William e Zoe rastream uma mulher conhecida como Blackstar, que tinha laços com os planos de Felicity. |              |                                                             |                    |                                                                                 |                         |                     |
| 147 | 9            | "Elseworlds, Part 2" "(Outros Mundos, Parte 2)" (BR)        | James Bamford      | História por : Caroline Dries Roteiro por : Marc Guggenheim                     | 10 de dezembro de 2018  | 2.06                |
| Oliver, Barry Allen e Kara Danvers vão para Gotham City para encontrar John Deegan, mas são rapidamente presos. No entanto, eles são resgatados por Kate Kane, que diz que Deegan pode ser encontrado no Arkham Asylum. Com alguma ajuda das equipes de Oliver e Barry, eles entram em confronto com Deegan e recuperam o livro que ele usou para reescrever a realidade; apenas para o médico escapar e causar uma fuga em massa. Enquanto tenta contê-lo, Batwoman aparece para ajudá-los antes de dizer-lhes para sair de Gotham. Voltando a A.R.G.U.S., os heróis tentam destravar o livro quando o Flash da Terra-90 chega até eles e os avisa do Monitor. Oliver, Barry, Kara e o Flash da Terra-90 vão confrontar o Monitor, mas o ser onipotente escapa e devolve o livro a Deegan; que muda a realidade mais uma vez. Desta vez, Oliver e Barry acordam como criminosos procurados e são forçados a lutar com a polícia e um Super-homem de terno preto. Este episódio continua um crossover que se inicia no episódio 9 da 5ª temporada de The Flash, e se conclui no episódio 9 da 4ª temporada de Supergirl. |              |                                                             |                    |                                                                                 |                         |                     |
| 148 | 10           | "My Name Is Emiko Queen" "(Meu Nome é Emiko Queen)" (BR)    | Andi Armaganian    | Benjamin Raab & Deric A. Hughes                                                 | 21 de janeiro de 2019   | 1.22                |
| Oliver começa a trabalhar com o SCPD, que descobre sangue pertencente ao novo Arqueiro Verde. Oliver leva o sangue para Felicity para descobrir quem ele pertence. Felicity revela que o sangue pertence a uma mulher chamada Emiko, que é a irmã biológica de Oliver quando compartilha o DNA de seu pai. Oliver começa a duvidar se ele realmente conheceu seu pai se ele tivesse outra família. Emiko relutantemente pede ajuda a Rene depois de ser ferida em sua busca por justiça pelo assassinato de sua mãe nas Clareiras. Rene pede Emiko que ela não tem que lutar sozinho e traz Curtis para ajudar. Diaz é levado em custódia ARGUS e Lyla implanta um explosivo em seu pescoço para garantir sua conformidade. Emiko visita o túmulo de seu pai, onde ela é confrontada por Oliver. No futuro, Rene é o prefeito nas Clareiras, onde é confrontado por Dinah, que o está forçando a ajudar a parar os atentados. Mais tarde Rene se encontra com alguém que está ligado aos planos de bomba e ao assassinato de Felicity. |              |                                                             |                    |                                                                                 |                         |                     |
| 149 | 11           | "Past Sins" "(Pecados Passados)" (BR)                       | David Ramsey       | Onalee Hunter Hughes & Tonya Kong                                               | 28 de janeiro de 2019   | 1.18                |
| Felicity e Laurel trabalham juntas, rastreando uma pessoa que Laurel acredita que a tenha seguido da Terra-2. A pessoa é finalmente revelada como a versão da Terra-1 do bêbado Brett Collins que acidentalmente matou o pai de Laurel. A versão da Terra-2 de Brett é revelada ter morrido cinco anos antes. Diaz tenta uma fuga em massa de A.R.G.U.S., matando Curtis no processo, antes de ser revelado que ele estava em uma alucinação controlada trazida por Curtis para extrair informações sobre Dante. O SCPD é mantido como refém por um homem-bomba usando eletricidade, que se revela Sam, filho de Dave Hackett, do Gambito da Rainha, a quem Robert matou para que Oliver pudesse sobreviver. Sam quer Oliver morto, forçando os policiais a matá-lo ou morrer. Oliver argumenta com Sam o suficiente para Dinah cortar o poder, removendo seus poderes e permitindo que Oliver o prenda. Emiko começa a ver o bom em Oliver e pensa em começar a falar. Dinah lê uma nota de uma fonte desconhecida afirmando que alguém vai matar os vigilantes um por um. |              |                                                             |                    |                                                                                 |                         |                     |
| 150 | 12           | "Emerald Archer" "(Arqueiro Esmeralda)" (BR)                | Glen Winter        | Marc Guggenheim & Emilio Ortega Aldrich                                         | 4 de fevereiro de 2019  | 1.07                |
| Oliver permite que uma equipe de filmagem acompanhe a si mesmo e a outros associados do Time Arqueiro para a filmagem de um documentário intitulado “O Capuz e a Ascensão dos Vigilantes”. Um novo vigilante, chamado Quimera por Curtis, começa a atacar os vigilantes em Star City, entre os quais Ragman, Caçadora e o novo Arqueiro Verde. William retorna da proteção de testemunhas e diz a Felicity que ele foi expulso da escola para a qual ele foi enviado, enquanto Oliver debate a prefeita Pollard sobre o vigilantismo, mas é interrompido por Quimera. Durante o ataque, Dinah salva Pollard usando seu grito da Canário, que revela sua identidade como o Canario Negro para Pollard. Quando o time Arqueiro chega e ajuda Oliver a capturar Quimera, Pollard os prende levando Oliver e Dinah a se entregarem, resultando em Pollard substituindo o time Arqueiro como parte do SCPD. Em um flash-forward, é mostrado que Estrela Negra está assistindo a um documentário sobre Oliver. Com as informações do documentário, ela e o adulto John Diggle Jr. (agora conhecido por Connor Hawke) encontram o destruído bunker do Time Arqueiro. |              |                                                             |                    |                                                                                 |                         |                     |
| 151 | 13           | "Star City Slayer" "(O Assassino de Star City)" (BR)        | Gregory Smith      | Beth Schwartz & Jill Blankenship                                                | 11 de fevereiro de 2019 | 1.09                |
| Membros da Equipe Arqueiro recebem notas ameaçadoras e descobrem uma nota semelhante na cena do assassinato de um vereador que trabalhou anteriormente com Ricardo Diaz. Acompanhando um medicamento usado para imobilizar a vítima, eles descobrem o esconderijo do "Assassino de Star City", que é revelado como Stanley. Ele corta a garganta de Dinah, mas Curtis cauteriza a ferida, salvando sua vida. Stanley confronta Oliver, Felicity e William em seu apartamento, alegando ser o único que realmente entende Oliver. Enquanto Felicity distrai Stanley, Oliver o subjuga e ele é enviado de volta para Slabside. William, querendo uma vida normal, escolhe ir morar com seus avós. Curtis aceita um emprego em Washington, D.C., e deixa Star City, enquanto um exame médico descobre algo importante sobre Felicity. Nos flashforwards, Dinah, Roy, William e Zoe encontram o bunker e brigam com Estrela Negra e Connor Hawke. Estrela Negra afirma que Felicity está viva antes de revelar que ela é Mia Smoak, a filha de Oliver e Felicity e meia-irmã de William. |              |                                                             |                    |                                                                                 |                         |                     |
| 152 | 14           | "Brothers & Sisters" "(Irmãos & Irmãs)" (BR)                | Marcus Stokes      | Rebecca Bellotto & Jeane Wong                                                   | 4 de março de 2019      | 0.89                |
| Laurel descobre que Felicity está grávida de Oliver, então ela decide consolá-la. John e Lyla lideram a Iniciativa Fantasma para enfrentar Virgil, mas Diaz trai o time e Virgil foge. Diaz é enviado de volta a Slabside, onde um assaltante invisível o incendeia em sua cela. Enquanto isso, Oliver, Rene e Emiko trabalham juntos para descobrir quem matou sua mãe. Nos flash-forwards, Connor revela que ele é o filho adotivo de John e o grupo decide trabalhar juntos para encontrar Felicity. |              |                                                             |                    |                                                                                 |                         |                     |
| 153 | 15           | "Training Day" "(Dia de Treinamento)" (BR)                  | Ruba Nadda         | Emilio Ortega Aldrich & Rebecca Rosenberg                                       | 11 de março de 2019     | 1.02                |
| O Time Arqueiro trabalha com a policia para derrubar uma operação que está fabricando balas de veneno. Quando a tentativa inicial da policia falha, o Time Arqueiro se desgarra e com sucesso toma a operação como vigilantes, resultando em que a Prefeita Pollard crie uma força-tarefa especial de vigilantes, sancionada pela policia e formada pela Equipe Arqueiro. Dinah, que já não consegue mais executar o grito canário após sua lesão, deixa a policia e se junta à força-tarefa. Laurel visita Slabside, onde Ben Turner diz a ela que ele testemunhou o novo Arqueiro Verde matando Diaz. Laurel confronta Emiko, que afirma que ninguém acreditaria na Sereia Negra, uma ex-criminosa. Nos flashforwards, Mia e William obtêm um gravador e tocam uma fita de Felicity, onde ela dá as coordenadas para os outros membros da equipe. Os dois ignoram as ordens de Felicity para deixar Star City e, em vez disso, seguem as coordenadas para os Glades. |              |                                                             |                    |                                                                                 |                         |                     |
| 154 | 16           | "Star City 2040" "(Star City 2040)" (BR)                    | James Bamford      | Beth Schwartz & Oscar Balderrama                                                | 18 de março de 2019     | 1.00                |
| Nos flashforwards, Mia e William seguem as coordenadas de Felicity para a sede da Galaxy One. Eles são quase pegos, mas são salvos por Connor, que se revela como um agente da Knightwatch, uma "boa versão da A.R.G.U.S." Enquanto isso, Rene confronta Dinah, Roy e Zoe e revela que o Galaxy One planeja explodir Star City para reconstruí-lo como os Glades, mas afirma que a cidade será evacuada de antemão. Os três descobrem que uma organização terrorista chamada Eden Corps, que usa o Galaxy One como fachada, pagou à SCPD para falsificar a morte de Felicity. Mia, William e Connor entram nos subníveis do quartel-general, onde encontram Felicity, que alega que o prédio abriga as bombas a serem usadas para explodir Star City. Dinah, Roy e Zoe se reúnem com o grupo antes de se encontrarem com Rene, que descobriu que as bombas já estão no local e que não há planos para evacuar. O grupo se infiltra em uma festa, onde Mia destrói um dispositivo eletrônico mantido pelo chefe do Galaxy One, Kevin Dale, que desativa as bombas. Dale revela uma máscara que permitiria ao Galaxy One levar o programa Arqueiro globalmente. Felicity faz as pazes com Mia e revela seu motivo pessoal para ir atrás do Galaxy One; ela criou o Arqueiro.                                                                                 |              |                                                             |                    |                                                                                 |                         |                     |
| 155 | 17           | "Inheritance" "(Herança)" (BR)                              | Patia Prouty       | Sarah Tarkoff & Elizabeth Kim                                                   | 25 de março de 2019     | 1.01                |
| Laurel diz a Oliver sobre Emiko matando Diaz. Oliver segue Emiko e encontra ela e Dante roubando drones. Oliver confronta Emiko, que afirma que ela deve a Dante e ao Nono Círculo por ajudá-la quando ela foi abandonada por seu pai. O Time Arqueiro rastreia Dante e quando ele aparentemente acredita que Emiko se voltou contra ele, Oliver a salva. Emiko é levada para o bunker, mas escapa depois que Oliver a pega plantando um jammer para derrubar o Arqueiro. Enquanto o Arqueiro está em baixo, o Nono Círculo rouba gás Sarin. O Time rastreia os drones Sarin até um aeródromo, onde Oliver derruba todos menos um deles, que foge graças a Emiko e libera o gás sobre um prédio abandonado. Emiko é revelada como a líder do Nono Círculo e conta a Dante sobre o Arqueiro. Enquanto isso, Emiko também enquadra Laurel por matar uma testemunha sob custódia do SCPD enquanto liberava fotos dela com Diaz para a imprensa. Flashbacks mostram como Emiko foi abandonada por seu pai e conheceu Dante. Quando adulta, ela vai ao pai pedir ajuda nos negócios, mas é rejeitada, o que a leva a ficar em silêncio sobre os explosivos que ela sabe terem sido plantados no Queen's Gambit. |              |                                                             |                    |                                                                                 |                         |                     |
| 156 | 18           | "Lost Canary" "(A Canário Perdida)" (BR)                    | Kristin Windell    | Jill Blankenship & Elisa Delson                                                 | 15 de abril de 2019     | 0.71                |
| Laurel sai correndo e faz parceria com uma ex-associada chamado Ladra das Sombras. Felicity descobre que Emiko incriminou Laurel, mas Dinah informa que Laurel voltou a cometer crimes como Sereia Negra. Depois de não conseguir convencer Laurel a voltar, Felicity recruta Sara Lance para ir até ela e ajudar Dinah. As três confrontam Laurel sobre o que ela quer ser, o que a leva a atacar a Ladra das Sombras. Dinah limpa a reputação de Laurel alegando que ela se disfarçou. Laurel decide retornar à Terra-2 para corrigir seus erros como Canário Negro. Enquanto isso, Oliver e Diggle rastreiam o rifle usado para matar a mãe de Emiko e descobrem Kodiak dos Caçadores de Longbow. Através de interrogatório, eles descobrem que ele foi contratado por Dante. Nos flashforwards, o Galaxy One usa uma máscara especial de tecnologia para direcionar a rede Canario. Enquanto os outros querem se esconder, Mia quer revidar. Laurel salva Mia do homem da máscara e diz a ela para dar a máscara para Felicity. |              |                                                             |                    |                                                                                 |                         |                     |
| 157 | 19           | "Spartan" "(Espartano)" (BR)                                | Avi Youabian       | Benjamin Raab & Deric A. Hughes                                                 | 22 de abril de 2019     | 0.71                |
| Com o Nono Círculo depois de roubar uma unidade do cofre do DoD, Diggle contata seu padrasto, o General Roy Stewart, mas ele se recusa a dar informações secretas. Depois que eles roubam o Arqueiro da Smoak Tech, Stewart revela que a unidade contém uma lista de ativos que o Nono Círculo agora pode rastrear. Enquanto protegem os ativos, Diggle e Stewart são capturados por Dante. Stewart é torturado e obrigado a revelar códigos para uma arma biológica chamada Cygnus X-1. Os dois chamam a Equipe Arrow com o capacete espartano e escapam. A Equipe rastreia Arqueiro e o Nono Círculo para Cygnus X-1. Enquanto o resto destrói o Arqueiro, Oliver confronta Emiko, dizendo a ela que Dante matou sua mãe. Dante exala Emiko e eles escapam com Cygnus X-1, após isso Emiko confronta e mata Dante por ter matsdo sua mãe. Diggle faz as pazes com Stewart depois de saber que ele é inocente na morte de seu pai. Alena copiou o código raiz do Arqueiro e sugere uma parceria com a Magnus Labs para expandi-lo, mas Felicity se recusa a reconstruí-lo. Nos flashforwards, Mia e Connor obtêm um módulo de energia para o capacete técnico da gangue Exterminador, liderado pelo irmão de Connor, J.J. (John Diggle, Jr.), mas depois são atacados por eles. Felicity liga o capacete e descobre que o Galaxy One expandiu o Arqueiro. |              |                                                             |                    |                                                                                 |                         |                     |
| 158 | 20           | "Confessions" "(Confissões)" (BR)                           | Tara Miele         | Onalee Hunter Hughes & Emilio Ortega Aldrich                                    | 29 de abril de 2019     | 0.64                |
| Dinah e o sargento Bingsley interrogam a Equipe Arrow, que está sob custódia da SCPD acusada de matar dois guardas de segurança da estação de metrô. Eles revelam o recrutamento de Roy Harper para ajudar em uma operação onde eles conseguiram impedir que o Nono Círculo liberasse sua arma biológica. Depois que Oliver nomeia Emiko como a assassina, a equipe é liberada com suas histórias alinhadas. É revelado que todos eles mentiram e que Dinah fez parte da operação com Roy tendo matado os guardas em um acesso de raiva. A equipe decide proteger Roy para salvar o time e poder continuar caçando o Nono Círculo. Oliver reconhece a sede de sangue que ele testemunhou e encontra um remorso Roy, que revela que ele morreu lutando contra a Guilda Thanatos e foi revivido por Thea e Nyssa com o Poço de Lazaro. Felicity localiza a sede do Nono Círculo, onde Oliver confronta Emiko, que revela que enviou as imagens de segurança da estação de metrô para Bingsley. Emiko deixa claro sobre seu papel na morte de Robert Queen e afirma que seu objetivo é destruir o legado de Oliver, enquanto ele morre um vilão como seu pai. Emiko explode o prédio, enterrando Oliver. |              |                                                             |                    |                                                                                 |                         |                     |
| 159 | 21           | "Living Proof" "(Prova Viva)" (BR)                          | Gordon Verheul     | Oscar Balderrama & Sarah Tarkoff                                                | 6 de maio de 2019       | 0.63                |
| Oliver está preso em um andar abaixo de sua equipe. O trauma físico e psicológico faz com que ele alucide Tommy Merlyn falando com ele sobre como lidar com Emiko. Oliver se recusa a ouvir Tommy sobre usar as melhores partes de si mesmo para salvá-la, até que ele imagina um cenário em que sua vingança contra Emiko leva à morte de seus companheiros de equipe. A Equipe Arrow localiza Oliver e o salva. Enquanto isso, a SCPD revista a Smoak Tech, acusando o Time Arrow de encobrir a arma biológica, que foi atribuída ao Arqueiro. Felicity e Alena escapam e vão para o bunker, onde são confrontadas por Emiko, que sai depois que Felicity revela que está grávida. É revelado que Emiko roubou as flechas de Oliver e ataca a SCPD como o Arqueiro Verde, roubando a arma de volta. Oliver tenta argumentar com Emiko e se recusa a aproveitar a oportunidade para matá-la, permitindo que ela escape. Nos flashforwards, o grupo parte para destruir o Arqueiro com Felicity contatando Alena, que roubou o programa e o vendeu para o Galaxy One. William retorna à sede do Galaxy One para roubar o código raiz do Arqueiro, mas ele e Rene são pegos. Galaxy One entra no esconderijo para prender os outros. |              |                                                             |                    |                                                                                 |                         |                     |
| 160 | 22           | "You Have Saved This City" "(Você Salvou Essa Cidade)" (BR) | James Bamford      | Beth Schwartz & Rebecca Bellotto                                                | 13 de maio de 2019      | 0.95                |
| Emiko espalha seu vírus pela cidade e detém o detonador no antigo prédio da Queen Consolidated. O Time Arrow, junto com Curtis, Laurel e Ben Turner, o evacuam e desativam o revezamento para outras bombas, enquanto Oliver confronta sua irmã sobre ser melhor que seu pai. Beatrice informa a Emiko que seu fracasso em destruir Star City, enquanto expunha publicamente o Nono Círculo, levou o conselho a se voltar contra ela. Oliver e Emiko lutam contra o Nono Círculo juntos, mas Emiko é mortalmente ferida por Beatrice e diz a Oliver para esconder Felicity e seu bebê, antes que ele escape do prédio explodindo. Oliver e Felicity anunciam sua saída de Star City e se refugiam em um esconderijo. Após o nascimento de Mia, o monitor aparece, exigindo que Oliver sustente sua parte do acordo. Oliver sai com ele para ajudar na crise que se aproxima, apesar da revelação que levará a sua morte. Nos flashforwards, Connor e Zoe salvam os outros. Felicity cria um vírus que Mia e William enviam para destruir o Arqueiro. A geração mais velha deixa a jovem encarregada de proteger a cidade. Depois de um momento com seus filhos no túmulo de Oliver, Felicity sai com o Monitor para se reunir com seu marido. |              |                                                             |                    |                                                                                 |                         |                     |

## Produção

### Desenvolvimento
Na turnê de imprensa de inverno da Television Critics Association em janeiro de 2018, o presidente da The CW, Mark Pedowitz, disse que estava "otimista" e "confiante" sobre o retorno de Arrow e dos outros programas da Universo Arrow na próxima temporada, mas acrescentou que ainda era muito cedo para anunciar qualquer coisa. Em 2 de abril, The CW renovou a série para sua sétima temporada. Marc Guggenheim e Wendy Mericle deixaram o cargo de showrunners no final da sexta temporada, com a veterana Beth Schwartz assumindo como único showrunner na sétima temporada. Guggenheim, o co-desenvolvedor da série, continua envolvido como consultor executivo.

### Roteiro
Em maio de 2018, o showrunner Marc Guggenheim revelou que os Caçadores do Arco Longo, uma organização vilã da DC Comics, seriam provocados no final da sexta temporada antes de serem apresentados na sétima temporada. Após a conclusão da sexta temporada, que marcou a primeira vez na história da série em que o principal antagonista da temporada ainda estava solto, a sucessora de Guggenheim, Beth Schwartz, confirmou que Ricardo Diaz / Dragão  voltaria e, como seu homólogo dos quadrinhos, estabeleceria os Caçadores do Arco Longo, "um grupo lendário de assassinos que Diaz recruta para se vingar do Time Arrow por derrubar seu império criminoso nascente no final da 6ª temporada."
Schwartz revelou que "redenção" seria o tema da sétima temporada, "desde a última temporada, quando Oliver revelou sua identidade, a cidade é um pouco confusa sobre como eles se sentem sobre o Arqueiro Verde." Stephen Amell comentou que não há "nada sobre [Oliver] que seja heróico" na estreia da temporada. Enquanto Schwartz confirmou que outros personagens seriam influenciados pelo tema da temporada, ela afirmou que depois que a Sereia Negra cometeu vários assassinatos durante sua parceria com Diaz, ela ainda tem "um longo caminho a percorrer para se redimir da última temporada." a temporada anterior também terminou com o Time Arrow fraturado e dividido. Esta temporada vê seus membros redefinindo seus papéis e o que significa ser heróis para uma Star City anti-vigilante, enquanto honra "o sacrifício que Oliver fez por eles." A showrunner nomeou o enredo de Felicity como um de seus favoritos para a temporada primeira metade. "Nós a interpretamos em paralelo com Oliver, onde ela está se escondendo e não sendo ela mesma. Ela está sob custódia protetora, mas quando alguém ataca sua família, ela não pode ignorar isso, então ela tem que lutar". Schwartz também disse que a temporada seria "fundamentada" e teria um tom "dark", semelhante ao da primeira temporada.
A sétima temporada é a primeira vez que a série empregará uma equipe de escritores dominada por mulheres, com novos escritores sendo apresentados nesta temporada. Schwartz disse que a sétima temporada não seria baseada no filme descartado de David S. Goyer Green Arrow: Escape From Super Max, que teria Oliver Queen sendo preso, exposto como o Green Arrow, e tentando uma fuga da prisão. Amell relatou que a temporada empregaria uma nova técnica de narração de histórias. Posteriormente, isso foi revelado como flashforwards esporádicos, em oposição aos flashbacks semanais das temporadas anteriores. Schwartz citou Westworld e This Is Us como inspirações para a estrutura do tempo, e Prison Break como uma inspiração para o arco da prisão. Amell também revelou que solicitou que a sétima temporada fosse escrita como se fosse a última da série.

### Escolha do elenco
Os membros do elenco principal Stephen Amell, David Ramsey, Emily Bett Rickards, Echo Kellum, Rick Gonzalez, Juliana Harkavy e Katie Cassidy Rodgers retornam das temporadas anteriores como Oliver Queen / Arqueiro Verde, John Diggle / Espartano, Felicity Smoak, Curtis Holt,  Rene Ramirez / Cão Selvagem, Dinah Drake / Canário Negro e Laurel Lance / Sereia Negra, respectivamente. A sétima temporada é a primeira a não apresentar os membros do elenco original Willa Holland e Paul Blackthorne, que interpretam Thea Queen / Speedy e Quentin Lance, respectivamente, como parte do elenco principal da série após a partida de ambos os atores durante a temporada anterior. Eles, no entanto, reprisaram seus papéis para o 150º episódio da série. Em 9 de abril de 2018, foi anunciado que Colton Haynes retornaria como parte do elenco principal da série para a sétima temporada, depois de estrelar anteriormente na segunda e terceira temporadas e fazer aparições especiais na quarta e sexta temporadas como Roy Harper / Arsenal. Em 11 de outubro, Kirk Acevedo foi promovido ao status regular da série após ter recorrido anteriormente na sexta temporada como principal antagonista, Ricardo Diaz / Dragão. Sea Shimooka foi apresentado como um regular da série durante a temporada, interpretando a meia-irmã de Oliver, Emiko Queen. Kellum saiu da série durante a temporada, com o episódio "Star City Slayer" marcando sua aparição final como regular da série. Acevedo também saiu da série durante a temporada, com o episódio "Brothers & Sisters" marcando sua aparição final como regular. Em 30 de março de 2019, Rickards postou no Instagram que ela deixaria a série, tornando a sétima temporada sua última como membro do elenco principal. O co-criador da série Greg Berlanti e Schwartz confirmaram sua saída mais tarde naquele dia.
Em 21 de julho, no painel da série San Diego Comic-Con 2018, foi anunciado que os Caçadores do Arco Longo haviam sido escalados com Holly Elissa como Dardo vermelho, Miranda Edwards como Silenciadora e Michael Jonsson como Kodiak. Também foi revelado que Michael Jai White, Vinnie Jones e Cody Runnels também reapareceriam como Ben Turner, Danny Brickwell e Derek Sampson das temporadas anteriores. Em 21 de setembro, Katherine McNamara foi escalada para um papel recorrente como Maya, embora sua personagem fosse mais tarde revelada como sendo a futura filha de Oliver e Felicity, Mia Smoak. Jack Moore voltou no papel do filho de Oliver, William Clayton, com Ben Lewis retratando o personagem em flashforwards. Joseph David-Jones também aparece como Connor Hawke, filho adotivo de John, em flashforwards. David-Jones anteriormente interpretou uma versão futura alternativa do filho biológico de John, John Diggle Jr., que foi conhecido como Connor Hawke / Arqueiro Verde, no episódio da primeira temporada de Legends of Tomorrow, "Star City 2046". Aiden Stoxx retrata o personagem como uma criança no presente. Em março de 2019, Adrian Paul se juntou à série em um papel recorrente como Dante.

### Filmagens
A produção da temporada começou em 6 de julho de 2018, em Vancouver, Columbia Britânica, Canadá. Em maio de 2018, Stephen Amell revelou que sua co-estrela David Ramsey iria dirigir o décimo primeiro episódio da temporada, marcando a estreia de Ramsey na direção. Amell também deixou crescer a barba durante o hiato das filmagens para se assemelhar com precisão ao Arqueiro Verde dos quadrinhos. Produção encerrada em 11 de abril de 2019.

### Ligações com o Universo Arrow
Em maio de 2018, Stephen Amell anunciou no The CW upfronts que o próximo crossover de Universo Arrow apresentaria Batwoman e Gotham City. O crossover "Elseworlds" está programado para lançar uma série solo de 2019 para o personagem. O episódio "Emerald Archer" contou com as aparições de Grant Gustin e Caity Lotz como Barry Allen e Sara Lance, respectivamente, no 150º episódio da série. Joseph David-Jones repete seu papel como Connor Hawke do episódio de Legends of Tomorrow, "Star City 2046", onde o personagem se torna o novo Arqueiro Verde em uma linha do tempo alternativa.

## Marketing
O elenco principal da temporada, bem como a produtora executiva Beth Schwartz, compareceu à San Diego Comic-Con em 21 de julho de 2018 para promover a temporada.

## Lançamento

### Exibição
Em maio de 2018, foi anunciado que Arrow se mudaria para as segundas-feiras para sua sétima temporada, a primeira para a série, devido à expansão da programação da The CW para as noites de domingo. Em 20 de junho, a emissora divulgou sua programação de outono, revelando que a série passaria adicionalmente do horário das 21h para o horário das 20h. A temporada começou a ser exibida nos Estados Unidos na The CW em 15 de outubro de 2018, e completou sua exibição de 22 episódios em 13 de maio de 2019.

### Mídia doméstica
A temporada foi lançada em DVD e Blu-ray em 20 de agosto de 2019, com recursos especiais, incluindo o quinto evento anual de crossover do Universo Arrow intitulado "Elseworlds".

## Recepção

### Resposta Crítica
A avaliação do site Rotten Tomatoes deu para a temporada um índice de 88% de aprovação dos críticose com uma classificação média de 7,36/10 baseado em baseado em 211 comentários. O consenso do site disse: "Arrow se recupera de uma rotina criativa jogando Oliver Queen no slammer e deixando o conjunto confiável da série florescer para a vanguarda."
Na crítica de Den of Geek, Delia Harrington deu à estreia uma classificação de 3/5. Ela opinou que a inclusão de Roy na temporada fez sua "despedida comovente" com Thea da última temporada parecer "barata" e que ela permaneceu "cautelosa" sobre a estrutura do flashforward, mas disse que o episódio foi "sólido" mesmo assim. Ela concluiu: "A estréia da 7ª temporada de Arrow consegue tanto limpar a lousa e acenar na direção da glória inicial do show." Jesse Schedeen do IGN escreveu: "A estreia da 7ª temporada de Arrow dá início à mudança de status quo mais significativa em a história da série. Algumas dessas mudanças radicais já estão trabalhando a favor da série." Ele deu ao episódio uma classificação de 7.1/10, acrescentando: "A sétima temporada de Arrow tem um início promissor, embora a estréia se arraste sempre que Oliver Queen não for o foco." Tanto o chanceler Agard da Entertainment Weekly quanto Allison Shoemaker do The A.V. Club deu à estreia uma nota "B" e observou uma comparação com Lost da ABC, com Agard elogiando as performances de Amell e Rickards. Shoemaker explicou que o episódio "revisita muito território familiar, mas abre novos caminhos para Arrow, ao mesmo tempo em que tem suas prioridades precisamente no lugar certo. É o início de uma nova era para Arrow, e se você atribui o sucesso deste episódio a qualquer um dos focos ou flash-forwards, é um começo promissor."

### Audiência
| №  | Título                     | Exibição original       | Rating/share (18–49) | Audiência (em milhões) | DVR (18–49) | Audiência em DVR (milhões) | Total (18–49) | Audiência total (em milhões) |
| -- | -------------------------- | ----------------------- | -------------------- | ---------------------- | ----------- | -------------------------- | ------------- | ---------------------------- |
| 1  | "Inmate 4587"              | 15 de outubro de 2018   | 0.4/2                | 1.43                   | 0.4         | 0.92                       | 0.8           | 2.35                         |
| 2  | "The Longbow Hunters"      | 22 de outubro de 2018   | 0.4/2                | 1.18                   | 0.4         | 0.85                       | 0.8           | 2.03                         |
| 3  | "Crossing Lines"           | 29 de outubro de 2018   | 0.4/2                | 1.15                   | 0.3         | 0.89                       | 0.7           | 2.04                         |
| 4  | "Level Two"                | 5 de novembro de 2018   | 0.3/1                | 1.08                   | 0.4         | 0.90                       | 0.7           | 1.98                         |
| 5  | "The Demon"                | 12 de novembro de 2018  | 0.4/2                | 1.26                   | 0.3         | 0.68                       | 0.7           | 1.94                         |
| 6  | "Due Process"              | 19 de novembro de 2018  | 0.3/1                | 1.03                   | 0.3         | 0.78                       | 0.6           | 1.81                         |
| 7  | "The Slabside Redemption"  | 26 de novembro de 2018  | 0.4/2                | 1.31                   | 0.3         | 0.81                       | 0.7           | 2.12                         |
| 8  | "Unmasked"                 | 3 de dezembro de 2018   | 0.5/2                | 1.35                   | 0.3         | 0.89                       | 0.8           | 2.24                         |
| 9  | "Elseworlds, Part 2"       | 10 de dezembro de 2018  | 0.8/3                | 2.06                   | 0.5         | 1.40                       | 1.3           | 3.46                         |
| 10 | "My Name Is Emiko Queen"   | 21 de janeiro de 2019   | 0.4/2                | 1.22                   | 0.3         | 0.86                       | 0.7           | 2.08                         |
| 11 | "Past Sins"                | 28 de janeiro de 2019   | 0.4/2                | 1.18                   | 0.2         | 0.75                       | 0.6           | 1.93                         |
| 12 | "Emerald Archer"           | 4 de fevereiro de 2019  | 0.4/2                | 1.04                   | 0.2         | 0.65                       | 0.6           | 1.69                         |
| 13 | "Star City Slayer"         | 11 de fevereiro de 2019 | 0.4/1                | 1.09                   | 0.2         | 0.66                       | 0.6           | 1.75                         |
| 14 | "Brothers & Sisters"       | 4 de março de 2019      | 0.2/1                | 0.89                   | 0.3         | 0.79                       | 0.5           | 1.68                         |
| 15 | "Training Day"             | 11 de março de 2019     | 0.3/1                | 1.02                   | 0.3         | 0.63                       | 0.6           | 1.65                         |
| 16 | "Star City 2040"           | 18 de março de 2019     | 0.3/1                | 1.00                   | 0.2         | 0.60                       | 0.5           | 1.60                         |
| 17 | "Inheritance"              | 25 de março de 2019     | 0.3/1                | 1.01                   | 0.3         | 0.68                       | 0.6           | 1.69                         |
| 18 | "Lost Canary"              | 15 de abril de 2019     | 0.2/1                | 0.71                   | 0.3         | 0.65                       | 0.5           | 1.36                         |
| 19 | "Spartan"                  | 22 de abril de 2019     | 0.2/1                | 0.71                   | 0.3         | 0.63                       | 0.5           | 1.34                         |
| 20 | "Confessions"              | 29 de abril de 2019     | 0.2/1                | 0.64                   | 0.2         | 0.62                       | 0.4           | 1.26                         |
| 21 | "Living Proof"             | 6 de maio de 2019       | 0.2/1                | 0.63                   | 0.2         | 0.53                       | 0.4           | 1.16                         |
| 22 | "You Have Saved This City" | 13 de maio de 2019      | 0.2/1                | 0.95                   | 0.3         | 0.56                       | 0.5           | 1.51                         |

### Prêmios e indicações
| Ano  | Prêmio             | Categoria                               | Nomeado(s)                                                | Resultado | Ref.    |
| ---- | ------------------ | --------------------------------------- | --------------------------------------------------------- | --------- | ------- |
| 2019 | Leo Awards         | Best Stunt Coordination Dramatic Series | Jeff Robinson, Eli Zagoudakis ("The Slabside Redemption") | Venceu    | [ 133 ] |
| 2019 | Teen Choice Awards | Choice Action TV Actor                  | Stephen Amell                                             | Venceu    | [ 134 ] |
| 2019 | Teen Choice Awards | Choice Action TV Actress                | Emily Bett Rickards                                       | Indicado  | [ 134 ] |
| 2019 | Teen Choice Awards | Choice Action TV Show                   | Arrow                                                     | Indicado  | [ 134 ] |
| 2019 | Saturn Awards      | Best Superhero Television Series        | Arrow                                                     | Indicado  | [ 135 ] |